# Lago Azul (Rio Claro)
O Parque do Lago Azul situa–se no norte da cidade, entre o bairro de Vila Operária, Jardim Primavera e Vila Aparecida na Avenida 40, entre as ruas 2 e 6 e ocupando uma área de aproximadamente 130.000 m² e o lago, que é mais um ponto de atração, ocupa uma área de 35.600 m² 
O projeto foi aprovado na gestão do prefeito Álvaro Perín, em 1971, tal local é uma área de utilidade pública para fins urbanísticos, paisagísticos e de grande importância para o desenvolvimento turístico e de lazer da cidade.
Com o desenvolvimento do Geoparque Corumbataí, o parque foi listado como um dos geossítios do território do projeto.

## Áreas de lazer
Um mini campo de futebol, uma quadra de basquetebol, rampas de skate, um playground e toda a orla do lago com lajotas para a prática de passeios, caminhadas e cooper. O parque também conta com Pedalinhos no lago. Para utiliza los deve-se pagar uma taxa; crianças até 4 anos não pagam e pessoas até 12 anos só podem utilizar os veículos acompanhadas de um adulto.